# مارلون غويلرمو لارا أوريلانا
مارلون غويلرمو لارا أوريلانا (بالإسبانية: Marlon Guillermo Lara Orellana)‏ هو سياسي هندوراسي، ولد في 30 أبريل 1966 في سان بيدرو سولا في هندوراس. حزبياً، نشط في الحزب الليبرالي الهندوراسي. وقد انتخب نائب في المؤتمر الوطني في هندوراس.